# 豹的 (TARGET)
『豹的 (TARGET)』（ひょうてき ターゲット）は、日本の歌手、本田美奈子を中心に結成されたロックバンド、MINAKO with WILD CATS の2枚目のアルバムである。1989年7月5日にリリースされた。

## 収録曲
1. 勝手にさせて [4:00]
作詞：Micky、作曲・編曲：Scott Sheets
2. HEARTS ON FIRE [3:08]
作詞：竹村さをり、作曲・編曲：Scott Sheets
3. WALK AWAY [3:28]
作詞：竹村さをり、作曲・編曲：Scott Sheets
4. HELTER SKELTER [3:55]
作詞・作曲：Paul McCartney/John Lennon、編曲：Scott Sheets
5. 愛が聞こえる [3:37]
作詞：本田美奈子、作曲・編曲：Scott Sheets
6. HEAT ME UP（THAT'S WHAT YOU'RE DOING TO ME） [4:07]
作詞・作曲：Jonathan Cain/ジョン・アルバーニ、日本語詞：山神千文、編曲：Scott Sheets
7. SLOW WALK [5:25]
作詞：本田美奈子、作曲・編曲：樫原伸彦
8. KILL ME [4:08]
作詞：秋元康、作曲・編曲：後藤次利
9. 朝まで [4:19]
作詞：本田美奈子、作曲・編曲：樫原伸彦
10. SURRENDER [3:35]
作詞・作曲：Jonathan Cain/Stan Bush、日本語詞：Micky、編曲：Scott Sheets